# Wilhelm Fröhlich

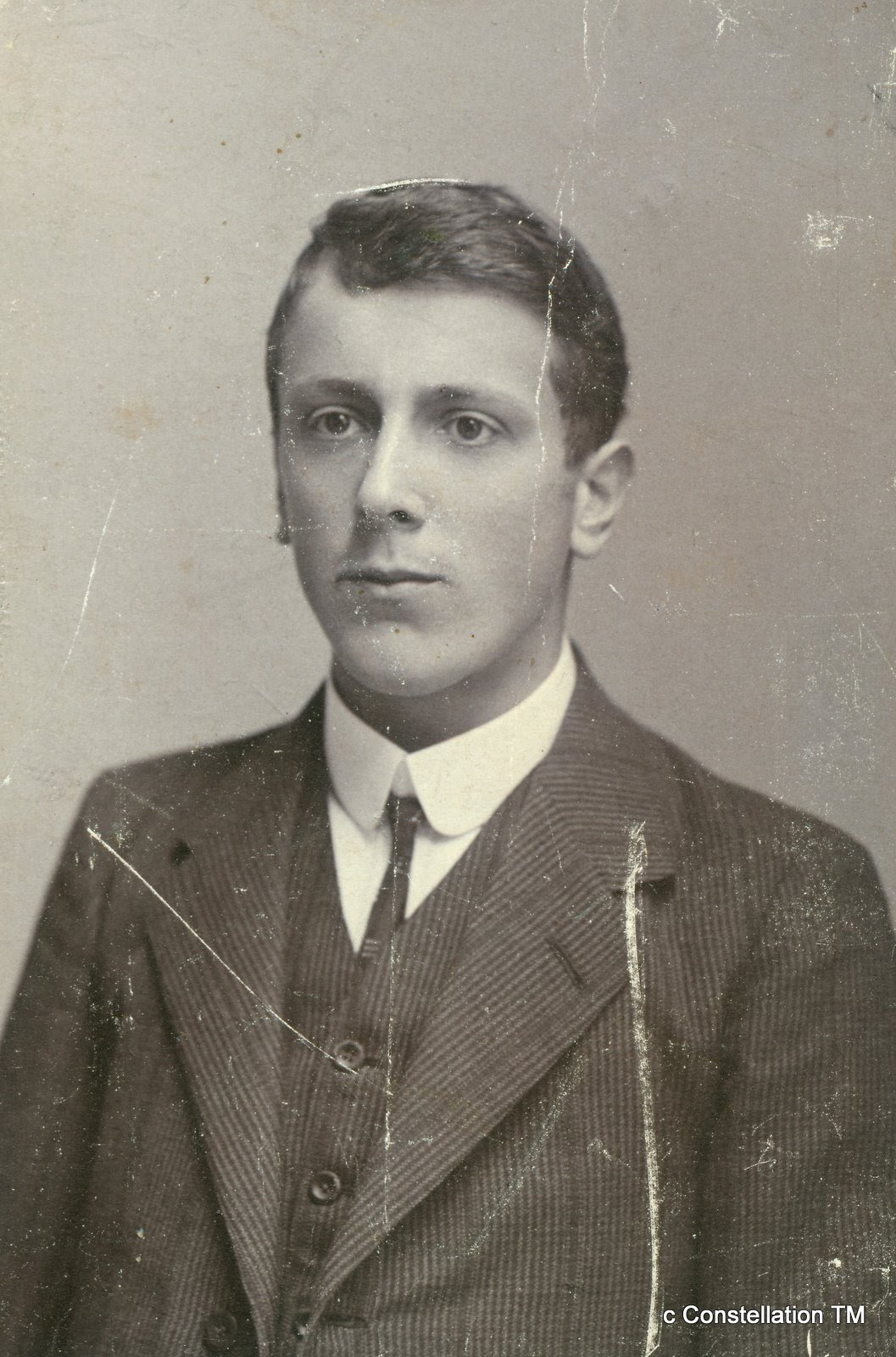
Wilhelm Fröhlich als Lehrer in Zezikon

Wilhelm Fröhlich (* 21. November 1892 in Buch bei Happerswil/Schweiz; † 21. Oktober 1969 in Kreuzlingen am Bodensee) war ein Schweizer Lehrer. Er wurde durch die Erfindung des Radiomann-Baukastens und weiterer Experimentier-Baukästen bekannt (z. B. Elektromann, Technikus, Optikus+Fotomann, All-Chemist, Mikromann). Die Herausgabe erfolgte durch den KOSMOS-Verlag in Stuttgart. Für die Entwicklung dieser Experimentierkästen verlieh ihm die Universität Bern im Jahr 1957 die Ehrendoktorwürde.
Fröhlich war von 1911 bis 1914 Volksschullehrer in Zezikon und ab 1916 bis 1958 Sekundarlehrer in Kreuzlingen.
Wilhelm Fröhlich hat schon Jahre vor 1920 begonnen, für seinen Unterricht an der Sekundarschule in Kreuzlingen Material und Versuche zu entwickeln, die sich hinsichtlich Preis und Verwendbarkeit für Schülerversuche eigneten. Bei einem Besuch in Stuttgart vereinbarte er 1920 mit der Kosmos-Lehrmittelabteilung eine Zusammenarbeit, wozu er seine Geräte in Experimentier-Kästen zusammenfasste und dazu Anleitungen schrieb.
Dabei verfolgte er zwei wesentliche Ziele:
- abstrakten Stoff durch eigene Experimente erfahrbar machen (Arbeitsschule),
- Bereitstellung naturwissenschaftlicher Gerätschaften zu einem für „Landschulen in einfachsten Verhältnissen“ bezahlbaren Preis.

Die zunächst für die Anwendung im Schulunterricht gedachten Experimentierkästen fanden unerwartet auch Eingang in begüterte Familien. So wurde ab 1930 die Reihe der Schul-Experimentierkästen in stabilen Holzschachteln um die vereinfachten Schüler/Privat-Kästen in den bekannten und gefällig bebilderten Kartonschachteln ergänzt.

## Weblinks

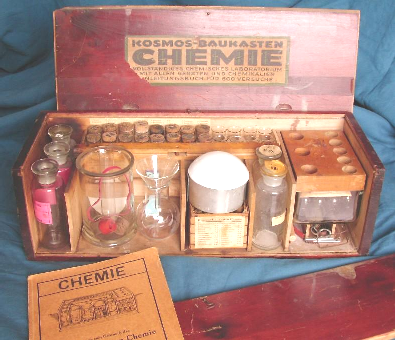
Experimentierkasten Chemie Kosmos 1928